# 祖国復帰運動

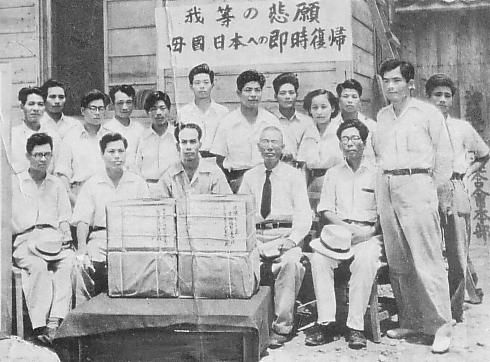
1954年10月に行われた日本への即時復帰を求める署名運動

祖国復帰運動（そこくふっきうんどう）は、第二次世界大戦（太平洋戦争）の沖縄戦後、アメリカ合衆国の施政権下に置かれた沖縄において、祖国たる日本への復帰を求めて展開された社会運動。1972年5月15日の沖縄返還という形で達成された。

## 概要
第二次世界大戦が終わって間もない沖縄では、「帰属問題」、すなわち、日本に復帰すべきか、独立すべきか、あるいは国際連合の信託統治下に置かれるべきなのかについて、多様な議論が交わされた。その後、アメリカ合衆国による長期支配が確実なものとなり、軍事優先政策の方向性が明らかになっていくと、沖縄の世論の多くは独立や信託統治ではなく、日本への復帰を唱えるようになった。ことに、1950年に勃発した朝鮮戦争など、極東地域における軍事的な緊張が高まると、駐留するアメリカ軍兵士による事故や事件が相次ぎ、住民からも多くの犠牲者が出たため、住民運動を核とする日本復帰運動が展開された。そして、サンフランシスコ平和条約によってもたらされた、日本にもアメリカにも属さないという、沖縄の地位の曖昧さも沖縄の人びとを祖国復帰へと駆り立てる大きな原動力となったのである。
アメリカは当初、沖縄に対する施政権の維持と沖縄駐留米軍基地の機能維持とは切り離せない問題だとの認識に立っていたため、日本への復帰運動はアメリカの施政権に対する挑戦と受け止め、厳しい弾圧の手を加えた。しかし、アメリカ軍が施政権を盾に強権的な政策を行うほど、沖縄の人びとが日本への復帰を求める声は逆に高まっていった。

### 復帰運動の起こりと挫折
アメリカ合衆国は琉球列島が日本の領土であり、沖縄住民の国籍が日本国にあることを否認してはいなかった。しかし、琉球諸島への出入はアメリカ軍によって厳しく管理されており、沖縄の住民が日本本土へ渡航する際にはパスポートを要した。加えて、沖縄の船舶は掲揚すべき確かな国旗を有しなかったため、「国際信号旗D旗」という旗を代用し、それを掲揚して航行したものの、国際的には必ずしも通用しなかった。1962年4月にはインドネシアのモロタイ島の周辺海域で、沖縄のマグロ漁船「第1球陽丸」が、操業中に国籍不明を理由としてインドネシア海軍から銃撃を受け、死傷者が出るという事件が生じた。その後、日米交渉の結果、1967年7月以降、日章旗を基本とする琉球政府の旗の掲揚がようやく認められたのであった。
1951年9月8日に調印され、1952年4月28日に効力が発生したサンフランシスコ平和条約によって、沖縄が日本本土から切り離されることが明らかになると、祖国日本への復帰運動が高まりをみせた。1953年1月、沖縄教職員会（会長は屋良朝苗）や沖縄県青年団協議会など23団体による沖縄諸島祖国復帰期成会が結成された。この会は全島的な広がりをもつものであったが、琉球列島米国民政府の圧力によって活動停止状態に追い込まれ、やがて自然消滅してしまった。

### 復帰運動の再燃と多様化

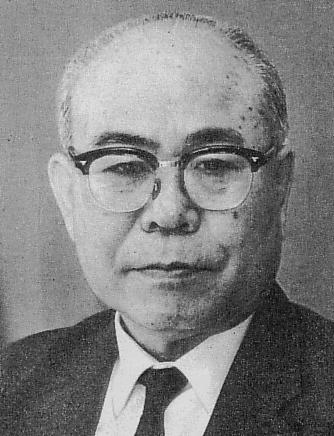
屋良朝苗

一時は沈滞した復帰運動であったが、1950年代後半に軍用地問題に端を発した島ぐるみ闘争が起こると、運動は再燃した。1960年4月28日には、本土復帰の中心的団体として沖縄県祖国復帰協議会（復帰協）が結成された。その中心となったのは沖縄教職員会であり、沖縄自由民主党を除く各政党、労働組合、PTA、遺族連合会など多岐にわたる団体がこれに加わった。初代会長には教職員会出身の屋良朝苗が就任した。祖国復帰協議会は、以後、毎年4月28日にはデモ行進を行い、沖縄本島の辺戸岬沖では海上集会を開いた。この頃からは、賃金水準や税制、社会保障制度などにおいて、本土との格差是正という見地から復帰の利点を主張する傾向も強まった。一方、島ぐるみ闘争に現れた沖縄住民の不満の強さを知った米国民政府は従来の統治政策を転換し、軍用地料の一括支払いを取りやめたほか、外資導入促進のためのドル切り替え、西表島の日米共同開発、日本政府からの技術援助の導入など、本土との格差是正のための多面的な措置を講じた。
1962年3月19日、アメリカ合衆国大統領ジョン・F・ケネディは 沖縄が日本国の一部であることを認め、日本の対沖縄援助について継続的に協議する「沖縄新政策」を発表した。しかし、米国の軍部首脳には、この協調路線によって日本政府の関与が強まり、沖縄における米軍の軍事的権利が侵害されることを懸念する向きもあった。1961年2月に琉球列島高等弁務官に就任したポール・W・キャラウェイ陸軍中将は自らの絶対的な権力を利用して、議会が採決した法案を次々と拒否し、沖縄経済界にまで介入して日本と沖縄の分離策を進めた。ケネディ大統領は日米協力関係に混乱をもたらすとしてキャラウェイを更迭した（キャラウェイ旋風）。
こうした流れのなか、政策の中心に対米協力を置き、琉球立法院にて長く与党の地位にあった沖縄自由民主党は、復帰を唱える前にさまざまな障害を取り除くことが先決だとして、「自治の拡大」「渡航制限の撤廃」「日本政府援助の拡大」などを一つ一つ実績を積み重ねながら段階的に「祖国との実質的な一体化」を達成する方針を打ち出した。一方、野党はこれを現状追認であるとして批判し、「日の丸掲揚」「渡航制限の撤廃」「主席公選の実現」「国政参加」を掲げて祖国復帰運動を推進した。
1964年8月13日、琉球立法院は日の丸の掲揚の自由と日本国籍明治を要請する決議案を採択した。

### 祖国復帰の達成

琉球政府の旗
----
1967年に使用が認められた。

1965年8月19日、佐藤栄作首相が沖縄を訪問し、「沖縄が日本に復帰しない限り、戦後は終わらない」と述べた。来沖の背景としてはベトナム戦争に対する反戦運動と祖国復帰運動があった。日本政府としては、明治以来領土の一部であった沖縄返還の実現はサンフランシスコ平和条約締結による主権回復後の重大課題であったが、一方、アメリカ政府からは「沖縄を返せというのなら日本は極東の安全保障にもっと貢献せよ」と迫られ、日本国憲法の制約もあって防衛力増強に関与できない日本政府は、沖縄問題への言及を避けざるを得なかった。そして、祖国復帰運動は、1960年代後半のベトナム戦争によって沖縄が最前線基地になると、いっそう反米・反戦色を強めて激しさを増し、事あるごとに琉球列島米国民政府と対立するようになった。ここに至って日米両国は、日米関係の安定と極東全体の安全保障のために沖縄問題は避けて通れないという共通認識に立つようになった。アメリカ合衆国政府は沖縄問題をこのまま放置すると、近い将来基地機能が維持できなくなるとの危機感を持ち、1966年までには沖縄返還の検討を始めるようになった。
1968年11月、住民の直接選挙による行政主席公選制が実施され、第1回行政主席通常選挙が行われた。この選挙では、祖国復帰運動の中心人物であった屋良朝苗が、段階的復帰を唱える沖縄自由民主党の西銘順治などを破って当選した。屋良は、即時無条件の全面復帰を打ち出し、以後、返還協議が本格的に始動した。
1969年の日米首脳会談では日米安全保障条約の延長と引き換えに沖縄返還が約束された。また、このときの日米共同声明により、1972年中には沖縄の施政権をアメリカが日本に返還することが明らかにされた。1970年3月、日米琉の代表が復帰に向けての対策などを話し合う復帰準備委員会が那覇市で発足した。
1970年8月、琉球立法院は尖閣諸島の領土権が沖縄・祖国日本に帰属することを全会一致で議決した。1971年6月、日米両国は沖縄返還協定に調印、1972年5月15日に沖縄返還が実現した。

## アンケート結果
2017年5月の沖縄タイムス、 朝日新聞などによる沖縄県民への協同調査による「日本へ復帰してよかった?」との質問に対して、「よかった」が82％で、「よくなかった」は5％であった。過去の調査では1987年9月で84％、97年4月で87％、2007年4月で89％の人が日本への復帰に「よかった」と答えた。